# Maneater (chanson de Hall and Oates)
Pour les articles homonymes, voir Maneater.
Maneater est une chanson du groupe Hall and Oates extraite de l'album H2O et sortie le 31 octobre 1982.
Le titre a été no 1 aux États-Unis, et c'est le plus grand succès de Hall & Oates. Il a également été no 1 au Canada et en Espagne.
Connu en particulier pour son solo de saxophone interprété par Charles « Mr. Casual » DeChant, c'est le plus gros succès des années 1980 qui comporte un solo de cet instrument. Ce solo comporte un delay décalant les notes de 4 temps qui a été ajouté lors du mixage, les studios de l'époque ne disposant pas de délai digital de ce type.

## Musiciens
- Daryl Hall
- John Oates